# Centrodora mireyae
Centrodora mireyae är en stekelart som först beskrevs av De Santis 1981.  Centrodora mireyae ingår i släktet Centrodora och familjen växtlussteklar. Inga underarter finns listade.